# SMS G 136
G 136 – niemiecki niszczyciel z okresu I wojny światowej. Piąta jednostka typu G 132. Po wojnie pozostał w aktywnej służbie. 20 sierpnia 1921 roku sprzedany do stoczni złomowej.